# Sphecomorpha rufa
Sphecomorpha rufa là một loài bọ cánh cứng trong họ Cerambycidae.